# Pachyta lamed
Pachyta lamed là một loài bọ cánh cứng thuộc phân họ Lepturinae, trong họ Cerambycidae. Loài này phân bố ở Áo, Belarus, Bulgaria, Cộng hòa Séc, Đan Mạch, Estonia, Phần Lan, Pháp, Đức, Hungary, Ý, Nhật Bản, Latvia, Litva, Moldova, Mông Cổ, Na Uy, Ba Lan, România, Nga, Slovakia, Slovenia, Thụy Điển, Thụy Sĩ, Ukraina, và ở Hoa Kỳ, và Canada. Adult beetle feeds on Norway spruce.

## Subtaxons
There are two subspecies in species:
- Pachyta lamed lamed (Linnaeus, 1758) - Eurasian subspecies
- Pachyta lamed liturata Kirby, 1837 - Bắc Mỹ subspecies